# Giacomina Castagnetti
Giacomina Castagnetti (* 11. November 1925 in Roncolo di Quattro Castella, Reggio Emilia; † 21. Juli 2024 in Castelnovo ne’ Monti) war eine italienische kommunistische Widerstandskämpferin gegen den Nationalsozialismus und den italienischen Faschismus. Sie war eine bis ins hohe Alter in der Öffentlichkeit präsente Zeitzeugin.

## Biografie
Castagnetti stammte aus einer antifaschistischen Familie und wuchs mit sechs älteren Brüdern auf. Aus dem Erlebnis der Festnahme des ältesten Bruders und dessen Berichten über seine Folterung in der Haft und der Erfahrung der weiteren Überwachung des „schwer Gezeichneten“ entwickelte sie „den Wunsch, irgendetwas zu tun“. Mit 14 Jahren begann sie, in einem illegalen Netz für die Soccorso Rosso, die italienische linke Rote Hilfe, Geld und Nahrungsmittel für Verfolgte zu sammeln. Mit 15 wurde sie Mitglied der Kommunistischen Partei. 
Nach dem 8. September 1943 schloss sie sich dem Widerstand (Resistenza) an und wurde Mitglied der Frauenverteidigungseinheiten (Gruppi di Defesa della Donna), die für die Unterstützung der Partisanen unentbehrlich waren. Als Stafette arbeitete Giacomina Castagnetti im Gebiet von San Martino in Rio (RE) und transportierte Geld, Kleidung, Waffen und Informationen in die Berge. Nachdem kleinere Partisanengruppen von dort in die Po-Ebene gekommen waren, um dort Widerstandsaktionen durchzuführen, trugen sie und ihre Mitkämpferinnen dazu durch Informationen zu Orten und zur Präsenz der deutschen Besatzungstruppen und der mit ihnen verbündeten faschistischen Einheiten bei.
Nach der Befreiung engagierte sie sich über die PCI hinaus in der Frauenorganisation Unione Donne in Italia (UDI) und übernahm dort regionale Funktionen. Bei der Entwicklung einer emanzipatorischen Kindergartenpädagogik in Italien (Reggio-Pädagogik) war sie eine gewichtige Impulsgeberin.
Danach lebte Giacomina Castagnetti in Castelnovo né Monti (RE). Sie war in der Region Reggio Emilia (RE) und auch auf Veranstaltungen in Deutschland als Zeitzeugin aktiv.